# Лос Гуахарес
Лос Гуахарес (на испански: Los Guájares) е населено място и община в Испания. Намира се в провинция Гранада, в състава на автономната област Андалусия. Общината влиза в състава на района (комарка) Коста Тропикал. Заема площ от 89,29 km². Населението му е 1191 души (по данни от 2010 г.).